# スペースバリューホールディングス
スペースバリューホールディングス株式会社（SPACE VALUE HOLDINGS CO., LTD.）は、日本の持株会社。日成ビルド工業株式会社の単独株式移転によって設立された。
2023年2月までの商号は株式会社スペースバリューホールディングスであるが、それぞれの法人格は異なるものとなっており、本項では旧商号（前株）を旧社、現商号（後株）を新社として扱うものとする。

## 概要
日成ビルド工業は1961年の設立以来、プレハブ建築、立体駐車場などの製造、販売、施行を行い、2012年に小澤建設（現・NB建設北関東）、2013年に相鉄建設（現・NB建設）、2016年にコマツハウス（現・システムハウスR&C）を子会社化するなどして事業を拡大してきた。
日成ビルド工業は2018年5月10日、企業価値の最大化・グループシナジー効果の最大化と経営の効率化・コーポレート・ガバナンスの強化を目的として、スペースバリューホールディングスを設立することを発表。2018年10月1日に、日成ビルド工業株式を単独移転する形でスペースバリューホールディングスを設立した。

## 沿革
株式会社スペースバリューホールディングス（旧社）
- 2018年
  - 5月10日 - 日成ビルド工業が2018年10月1日付で持株会社制へ移行することを決議。
  - 10月1日 -日成ビルド工業株式を単独移転する形で設立。同時に日成ビルド工業に代わり、東京証券取引所一部へ上場。
- 2019年5月 - 日成ビルド工業から関係会社株式等管理事業を承継。
- 2022年
  - 1月6日 - ポラリス・キャピタル・グループ傘下のPTCJ-2ホールディングス株式会社が株式公開買付けを実施し、議決権所有割合ベースで81.66%の株式を取得[8][9]。
  - 3月29日 - 東京証券取引所一部上場廃止。
  - 3月31日 - 株式併合により株主がPTCJ-2ホールディングス株式会社のみとなる[10]。
- 2023年
  - 3月 - スペースバリューホールディングス株式会社（新社）を設立[2]（ホームページの沿革では社名変更として扱われている[11]）。
  - 3月30日 - PTCJ-2ホールディングスを吸収合併[4]。
  - 5月30日 - 株式会社NB建設に吸収合併され解散[4]。

スペースバリューホールディングス株式会社（新社）
- 2023年
  - 5月31日 - NB建設の全株式を京王建設に譲渡[12]。

## グループ企業

### 国内
- 日成ビルド工業株式会社
- 株式会社NBマネジメント
- 株式会社システムハウスR&C
- アーバン･スタッフ株式会社
- 株式会社NB建設北関東
- NBNS投資事業有限責任組合
- 株式会社NBパーキング
- 株式会社NBインベストメント

### 海外
- NISSEI BUILD ASIA PTE. LTD.（シンガポール）
- P-PARKING INTERNATIONAL PTE LTD（シンガポール）
- SPACE VALUE(THAILAND)CO.,LTD.（タイ）
- PCC-1 NISSEI TIC AUTO PARKING JOINT STOCK COMPANY（ベトナム）
- EXCELLENCE PARKING SOLUTION SDN. BHD.（マレーシア）